# Liacarus nitens
Liacarus nitens är en kvalsterart som först beskrevs av Paul Gervais 1844.  Liacarus nitens ingår i släktet Liacarus och familjen Liacaridae. Inga underarter finns listade i Catalogue of Life.